# Acción republicana contra las drogas
La Acción Republicana Contra las Drogas (RAAD) fue un grupo de vigilancia republicano irlandés activo principalmente en Derry y sus alrededores, incluidas partes de los condados de Tyrone en Irlanda del Norte, y partes del condado de Donegal en la República de Irlanda. El ataque se dirigió contra quienes, según afirmaba, eran traficantes de drogas. Los métodos del grupo incluían disparar a los presuntos traficantes en los brazos y las piernas, ataques con bombas caseras o incendios provocados en las propiedades de los presuntos traficantes; y advertir, amenazar o desterrar a los traficantes.
En julio de 2012, se anunció que el RAAD se fusionaría con el Real Ejército Republicano Irlandés y otros grupos paramilitares republicanos independientes para formar lo que se conoce como el Nuevo IRA.

## Historia
El grupo se formó a finales de 2008. Emitió declaraciones con frecuencia a través del Derry Journal . Poco después de su fundación, ofreció una "amnistía" a todos los traficantes de drogas, pidiéndoles que se dieran a conocer al grupo antes de dar garantías de que habían dejado de traficar. En una entrevista con el Derry Journal en agosto de 2009, los dirigentes del grupo explicaron: "Vigilaremos las acciones de aquellos que se han presentado y, dado un período de tiempo adecuado, el interés en esos traficantes de drogas cesaría y podrían empezar a llevar vidas normales". El grupo afirma tener una red de inteligencia en la zona de Derry y afirma: "Nunca actuaremos a menos que tengamos pruebas irrefutables de que la persona castigada ha estado traficando con drogas. Recopilamos regularmente información sobre determinadas personas, incluidas imágenes de cámaras de seguridad y declaraciones de quienes han recibido drogas de estas personas". Como su nombre lo indica, proviene de un contexto republicano irlandés.
En la década de 1990, un grupo autodenominado Acción Directa Contra las Drogas (DAAD) operaba en Irlanda del Norte y utilizaba métodos similares. Muchos creen que el DAAD estaba vinculado al Ejército Republicano Irlandés Provisional. En cuanto a la política, la dirección de la RAAD afirmó: "No hay ninguna agenda política en nuestra organización. Nuestro único objetivo es eliminar a los traficantes de drogas de nuestra sociedad y poner fin a su destrucción de nuestra comunidad", aunque, la dirección de la RAAD afirmó que algunos de sus miembros habían estado involucrados con el IRA Provisional en el pasado, y agregó que miembros y funcionarios del Sinn Féin "se han acercado a nosotros en privado, afirmando que apoyan lo que estamos intentando lograr".
En una entrevista en octubre de 2010 con el Strabane Chronicle, un portavoz de la RAAD afirmó que todos sus miembros son exvoluntarios republicanos que apoyan el proceso de paz. Durante una investigación sobre la RAAD en junio de 2012, el Servicio de Policía de Irlanda del Norte (PSNI) allanó y registró la casa del alcalde de Derry, Kevin Campbell, del Sinn Féin. El grupo fue el foco de un documental de la BBC Northern Ireland Spotlight de 2010.
En abril de 2010, la RAAD anunció que su amnistía para los traficantes de drogas terminaría el 1 de junio de 2010 y que cualquiera que continuara vendiendo drogas después de esa fecha podría ser asesinado. A principios de junio, el Derry Journal informó que la RAAD había ordenado a diez traficantes de drogas que abandonaran Derry inmediatamente. El mes siguiente, afirmó que le había dado a otro hombre de Derry 48 horas para abandonar el país. Casi al mismo tiempo, un adolescente de Derry se disculpó públicamente por haber vendido drogas después de haber sido amenazado por el grupo.
En julio de 2010, Kieran McCool, un hombre de Derry de 42 años, fue arrestado después de que la policía encontrara un "dispositivo de escaneo, ropa militar y pasamontañas" en su automóvil y una pistola eléctrica improvisada en su casa. Fue descrito en el tribunal como un "miembro clave" de RAAD, pero negó el cargo y afirmó que la pistola eléctrica era para su propia protección. Un detective dijo que los ataques de RAAD habían disminuido desde el arresto de McCool. Le pusieron un grillete electrónico y lo pusieron bajo toque de queda.
La RAAD se atribuyó su primer asesinato en febrero de 2012, cuando disparó y mató a Andrew Allen, en su casa de una urbanización de Ludden, en las afueras de Buncrana, en el condado de Donegal. Aunque su familia lo negó rotundamente, el grupo afirmó que a Allen se le había advertido que dejara de traficar drogas, pero que no lo había hecho. Agregaron que Allen era una de las seis personas que serían ejecutadas. Más tarde ese mes, se informó que RAAD había comenzado a operar en el norte de Belfast, aunque no se sabe si el grupo de Belfast estaba vinculado al de Derry.
En junio de 2012, miembros de la RAAD atacaron un vehículo del PSNI, el Servicio de Policía de Irlanda del Norte, en Derry con una bomba explosiva. Esta fue la primera vez que atacó a las fuerzas de seguridad, afirmando que el ataque era "una respuesta directa a los ataques crecientes y cada vez más brutales contra los republicanos y sus familias" y advirtió que tales ataques continuarían "mientras las fuerzas de seguridad sigan victimizando las áreas republicanas". En el momento del ataque, muchos republicanos afirmaban que la RAAD se había convertido en un grupo republicano político disidente.
El 26 de julio se anunció que el RAAD se fusionaría con el IRA Auténtico y otros grupos paramilitares republicanos disidentes, pero sin incluir IRA de la Continuidad. Esto creó una nueva organización conocida como el Nuevo IRA.
En 2019, tras una investigación judicial en Buncrana, el detective a cargo de la investigación del asesinato de Allen declaró a los medios de información que las afirmaciones de la RAAD sobre su víctima eran supuestamente "falsas".

## Cronología
Cronología de acciones que han sido reivindicadas o atribuidas a la Acción Republicana Contra las Drogas:

### 2009
- 16 de abril: La RAAD se atribuyó la responsabilidad de detonar una bomba casera en una casa de Balmoral Avenue, Derry.[15]
- 8 de junio: La RAAD se atribuyó la responsabilidad de detonar una bomba casera debajo de un coche en Manorcunningham, condado de Donegal.[16]
- 7 de octubre: La RAAD se atribuyó la responsabilidad del secuestro y disparo en el pie de un hombre de 27 años en Derry.[17][18]
- 17 de octubre: La RAAD se atribuyó la responsabilidad de dispararle a un joven de 17 años en ambas piernas en una casa en Virginia Court, Derry.[19]
- 6 de diciembre: RAAD se atribuyó la responsabilidad de colocar cinco bombas caseras en Derry. Cuatro coches fueron atacados y el quinto fue colocado detrás de una casa. Tres de las bombas explotaron.[20]
- 11 de diciembre: RAAD se atribuyó la responsabilidad del secuestro y disparos en las piernas de dos hombres (de 29 y 27 años) en Derry. Uno de los hombres admitió más tarde que había estado involucrado en el tráfico de "mercancía dudosa".[21]

### 2010

#### Enero-junio
- 27 de enero: RAAD fue responsabilizada de disparar a un hombre de 52 años en las piernas en su tienda de Waterloo Street, Derry. Se cree que el hombre era el objetivo por vender droga. El atacante huyó en motocicleta.[22][23][24][25]
- 23 de febrero: RAAD se atribuyó la responsabilidad de disparar a un hombre de 29 años en ambas piernas en Rinmore Drive, Derry. En un comunicado a un periódico local, RAAD afirmó que el hombre había sido advertido sobre sus actividades y que había sido "castigado" por no haber acatado la advertencia.[26]
- 28 de marzo: RAAD se atribuyó la responsabilidad de la explosión de dos bombas caseras en Derry. Una explotó en una furgoneta en High Park y otra en un coche en Carrickreagh Gardens.[27]
- 28 de marzo: RAAD se atribuyó la responsabilidad de colocar un artefacto explosivo frente a una tienda de artículos para fumar droga en Letterkenny, Condado de Donegal. El lugar fue asegurado por el Ejército Irlandés. En un comunicado, RAAD afirmó que era el "primer y único aviso" que recibiría la tienda. Cerró poco después.[cita requerida]
- 30 de marzo: RAAD afirmó en un comunicado que sus miembros habían disparado contra una casa en Dungiven, condado de Londonderry. Añadió que los miembros "arrestaron" a un hombre en la localidad, quien posteriormente "se comprometió a cesar su actividad inmediatamente".[28][29][30]
- 13 de abril: RAAD fue culpada y posteriormente se atribuyó la responsabilidad del tiroteo en la pierna de un hombre de 24 años en su casa de Cable Street, Derry.
- 19 de abril: RAAD se atribuyó la responsabilidad de la explosión de dos bombas caseras en viviendas de la zona de Derry. Una explotó en una casa de Spruce Meadows en Culmore y otra en una casa de Westland Street en Derry.[31][32]
- 19 de abril: La RAAD se atribuyó la responsabilidad de dispararle a un hombre de 24 años en ambas piernas en una casa en Lisnafin Park, Strabane, Condado de Tyrone.[33][34]
- 20 de abril: La RAAD se atribuyó la responsabilidad de la explosión de una bomba casera frente a una casa en Dunmore Gardens, Derry.[34]
- 21 de abril: La RAAD fue culpada de la explosión de una bomba casera frente a una casa en Anderson Crescent, Limavady.[28][35]
- 22 de mayo: La RAAD fue culpada de dispararle a un hombre de 25 años en su casa en Glebe Gardens, Strabane. Recibió un disparo en cada pierna y otro en el brazo. El hombre había regresado recientemente de Inglaterra, tras haber sido amenazado por la RAAD por tráfico de cocaína. Los pistoleros le ordenaron que abandonara Irlanda del Norte en 24 horas[36][37] El 3 de junio, la casa del hombre, que entonces estaba vacía, fue incendiada.
- 23 de mayo: RAAD fue culpada de la explosión de una bomba casera en un coche en el parque O'Nolan, Strabane.[28][38]
- 27 de mayo: RAAD se atribuyó la responsabilidad de la explosión de una bomba casera en una casa en el parque Springhill, Strabane. El grupo afirmó que era una advertencia al propietario para que dejara de traficar con drogas.[9][39]
- 28 de mayo: RAAD se atribuyó la responsabilidad de colocar una bomba casera en el Celtic Bar en Stanley's Walk, Derry; la bomba no explotó.[9][40]
- 3 de junio: RAAD fue culpada de la explosión de una bomba casera dentro de un coche aparcado en la zona de Ballycolman, Strabane. Cuatro hombres enmascarados rompieron la ventanilla del coche y lanzaron la bomba al interior poco después de la medianoche.[41][42]
- 3 de junio: RAAD se atribuyó la responsabilidad de la explosión de una bomba casera dentro de un coche en la zona de Ardgrange, Derry.[41][42]
- 8 de junio: La RAAD se atribuyó la responsabilidad de la explosión de una bomba casera en la puerta de una casa en la zona de Ardgrange, Derry, alegando que el propietario era un delincuente profesional que vendía heroína.[43][44]
- 8 de junio: La RAAD afirmó haber realizado una "demostración de fuerza" en la zona de Creggan, Derry. Supuestamente, miembros de la RAAD registraron una hilera de tiendas antes de realizar 80 disparos al aire con armas automáticas.[42]
- 15 de junio: La RAAD afirmó haber confiscado "varios miles" de pastillas de cristal a una banda criminal y haberlas entregado a un trabajador comunitario en Derry para su destrucción.[45]
- 25 de junio: La RAAD fue culpada de la explosión de una bomba casera en la puerta principal de una casa en Hawthorn Drive, Derry. La casa era propiedad de un narcotraficante convicto y su pareja, quienes recientemente habían sido multados por posesión de drogas. Posteriormente, el grupo se atribuyó la responsabilidad.[46][47]

#### Julio–diciembre
- 17 de julio: La RAAD fue acusada de dispararle a un taxista en ambas piernas en Glebe Gardens, Strabane.[28][38]
- 26 de julio: RAAD se atribuyó la responsabilidad del asalto a una casa en Dunmore Gardens, Derry. Cuatro hombres entraron a la casa (que estaba ocupada) y dispararon antes de salir. RAAD afirmó que el propietario había ignorado sus advertencias de que dejara de vender drogas. El hombre admitió esto más tarde y afirmó que había dejado de vender drogas desde la redada.[48][49]
- 31 de agosto: RAAD se atribuyó la responsabilidad de disparar contra una casa en Dove Gardens, Derry. También afirmó haber descubierto y destruido 12 plantas de cannabis en una casa una semana antes. Cuando el PSNI respondió al incidente, fueron atacados con bombas incendiarias y otras armas.[50]
- 18 de septiembre: un miembro de la RAAD disparó tiros de advertencia durante un disturbio en Bligh's Lane, Derry. Un informe de prensa afirmó que se habían realizado disparos contra un grupo de jóvenes,[51] pero la RAAD afirmó que los disparos se habían realizado "por encima de sus cabezas". En una declaración al Derry Journal, dijo: "No nos quedó otra opción que actuar después de que las personas involucradas atacaron una casa en Rinmore Drive para poder entrar y beber y consumir drogas". Afirmó que los jóvenes habían estado involucrados en "tráfico de drogas, consumo de drogas, conducción sin permiso, asaltos, incendios e intimidación de residentes locales" en la zona.[52]
- 17 de octubre: RAAD se atribuyó la responsabilidad de dispararle a un hombre de 20 años en las piernas en su casa de Slievemore Park, Derry. Había sido condenado por agredir a un conductor de ambulancia en 2007 y la RAAD afirmó que seguía involucrado en "conductas antisociales y delincuencia".[53]
- 23 de octubre: RAAD se atribuyó la responsabilidad de disparar a un hombre de 20 años mientras repartía comida en una casa en Creggan Heights, Derry. Recibió seis impactos en las piernas. El grupo afirmó que estaba involucrado en el tráfico de drogas y que había estado "bajo estrecha vigilancia" durante los últimos diez meses.[54] El hombre admitió más tarde ser traficante de drogas y afirmó haber dejado de hacerlo después del tiroteo.[55]
- 21 de noviembre: RAAD fue culpada de hacer explotar una bomba casera dentro del automóvil de un hombre en Cromore Gardens, Derry. El hombre, José Santos, de nacionalidad portuguesa, negó estar involucrado en el tráfico de drogas.[56]

### 2011
- 7 de marzo: RAAD se atribuyó la responsabilidad de disparar contra una casa en Muff, condado de Donegal. En un comunicado, afirmó haber "intentado ejecutar" a un individuo identificado, y agregó: "Solo por un arma defectuosa estaría muerto".[57] El 24 de mayo de 2011, se atribuyó la responsabilidad de un ataque con bomba incendiaria en la misma casa.[58]
- 13 de marzo: La RAAD fue culpada de dispararle a un hombre de 20 años en las piernas en Springhill Park, Strabane.[59]
- 2 de junio: RAAD se atribuyó la responsabilidad de detonar una pequeña bomba en la puerta de una casa en Lecky Road, Derry. La metralla atravesó dos ventanas cercanas, pero no hubo heridos.[60] El grupo se disculpó por "causar cualquier molestia".[61] El 7 de julio, se atribuyó la responsabilidad de dispararle a un hombre de 36 años en las piernas en una casa de la misma calle.[62]
- 17 de noviembre: RAAD se atribuyó la responsabilidad de disparar a un hombre de 61 años en una casa en Ballyarnet, Derry. Tres días después, se atribuyó la responsabilidad de dispararle a un hombre de 22 años en las piernas en una casa de Creggan Road en la ciudad.[63]
- 13 de diciembre: La RAAD fue culpada de disparar a dos hombres, uno de los cuales es sobrino de Martin McGuinness, en las piernas en High Park, Derry.[64]

### 2012
- 9 de febrero de 2012: RAAD se atribuyó la responsabilidad de matar a tiros a Andrew Allen (24) en su casa de Lisfannon, Buncrana, condado de Donegal. Los disparos se realizaron a través de la ventana de un dormitorio de la planta baja después de que los hombres armados no lograron entrar por la puerta. El coche utilizado por los pistoleros fue encontrado más tarde quemado en Fahan. RAAD dijo que se le había advertido a Allen que dejara de vender drogas, pero que no lo había hecho. También afirmó que Allen había usado el nombre de RAAD para asustar a otros traficantes.
- 3 de abril de 2012: La RAAD se atribuyó la responsabilidad de golpear a un hombre de 26 años y dispararle en la pierna en su casa en la zona de Ballycolman de Strabane.
- 26 de abril de 2012: en Derry, una madre fue obligada a llevar a su hijo de 18 años para que miembros de la RAAD le dispararan en las piernas. La madre dijo que su hijo había estado "traficando drogas para alimentar su adicción". Añadió: «Pudo haber sido peor, sinceramente, temía que lo encontraran muerto por una sobredosis en un piso cualquiera... También creo que era mejor que le dispararan en las piernas ahora, que en la cabeza más adelante». Dos días después, unas 200 personas asistieron a una manifestación contra la RAAD en la ciudad.
- 1 de mayo de 2012: RAAD se atribuyó la responsabilidad de dispararle a un hombre en ambos brazos y ambas piernas en su casa de St Johnston, condado de Donegal.[65]
- 2 de junio de 2012: RAAD se atribuyó la responsabilidad de arrojar una bomba explosiva a un vehículo del Servicio de Policía de Irlanda del Norte durante una alerta de seguridad en Derry. También advirtieron que se producirían más ataques contra las fuerzas de seguridad.[13]
- Julio de 2012: RAAD dejó de existir al fusionarse con RIRA y otros grupos disidentes para formar el “Nuevo IRA”.